# 生化奇兵：無限之城 - 海葬
《生化奇兵：無限之城 - 海葬》是第一人稱射擊遊戲《生化奇兵：無限之城》的章節式資料片，也是初代《生化奇兵》的前傳。遊戲由Irrational Games開發，2K Games發行。遊戲可以在Linux、Microsoft Windows、PlayStation 3、Xbox 360和OS X上遊玩。《海葬》包含了兩部曲。首部曲於2013年11月12日在全球通過下載發售，二部曲於2014年3月25日發售。PlayStation 4和Xbox One的零售版在2016年9月13日作為《生化奇兵合集》的一部分發售。
《海葬》是設定在《生化奇兵：無限之城》事件之後的，涵蓋了數個相異的平行世界，並以選擇的本質為主題。《無限之城》發生在1912年漂浮在哥倫比亞上面的空中城市，而《海葬》發生在另一個時空的海底城市銷魂城，是第一部《生化奇兵》遊戲（設定在1960年）事件發生的前一年。遊戲中Booker DeWitt是一名私人偵探，Elizabeth是一名僱用Booker的致命女郎。

## 外部連結
- 官方网站